# 専称寺 (富山市)
専称寺（せんしょうじ）は、富山県富山市中老田にある浄土真宗本願寺派の寺院。山号は本庄山。本尊は阿弥陀如来。

## 概要
承暦年間、越中の僧侶の藤原五郎丸が再興した。文明4年（1472年）、本願寺8世蓮如が越前吉崎に来たときに教えにより浄土真宗に改宗した。天正元年（1573年）に再建され、現在に至っている。
当寺は、2018年のノーベル生理学・医学賞受賞者である本庶佑京都大名誉教授のルーツにあたる。「本庶」姓は、山号の「本庄山」に由来すると言われる。

## 周辺
- 富山市立老田小学校